# Elise Elizza

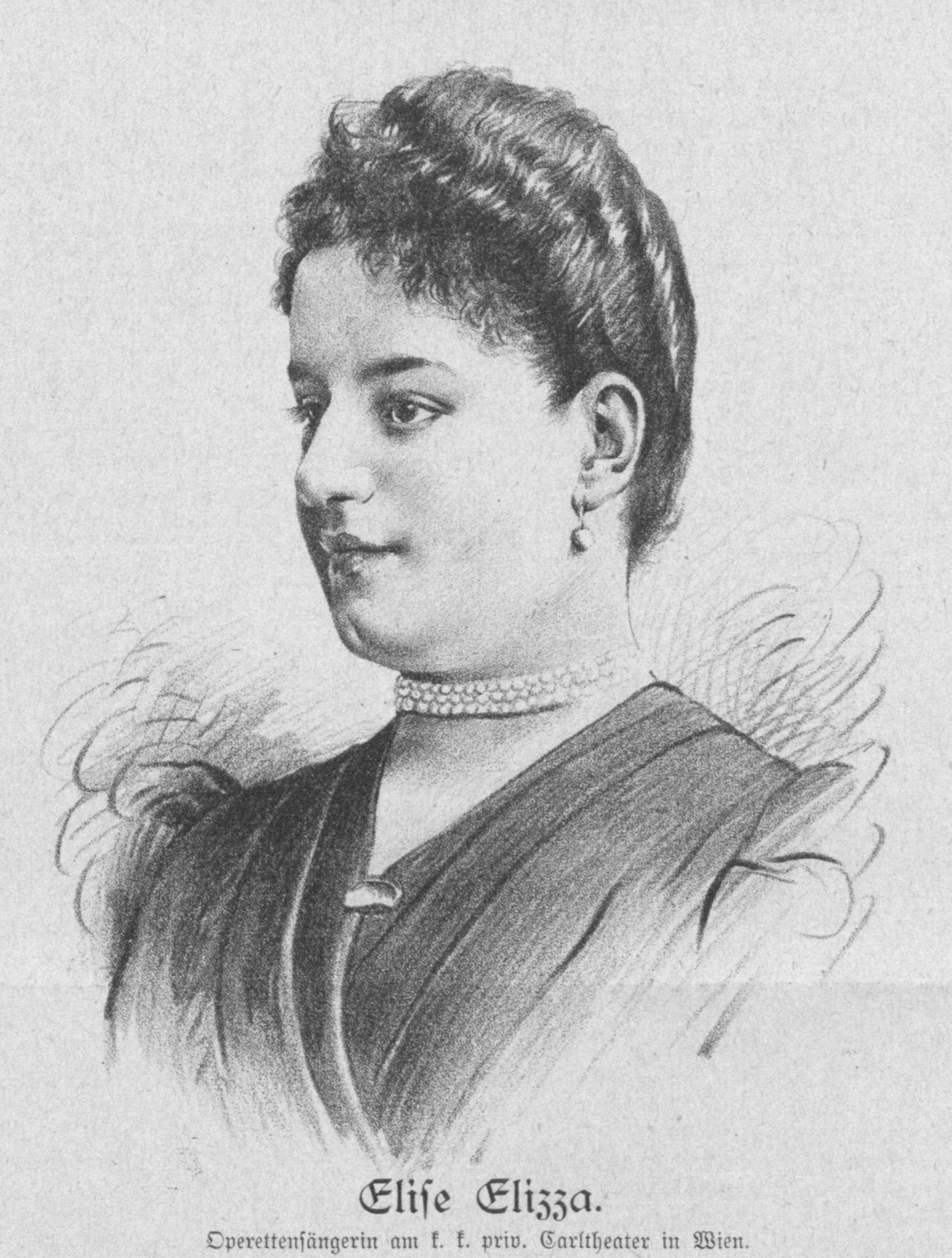
Elise Elizza im Jahre 1893

Elise Elizza, eigentlich Elisabeth Letztergroschen, verheiratete Elisabeth Limlay (6. Jänner 1868 in Wien – 3. Juni 1926 ebenda) war eine österreichische Opernsängerin (Sopran) und Gesangspädagogin.

## Leben
Elizza begann im Jahre 1893 als Operettensoubrette am Carltheater, nachdem sie Gesangsunterricht bei ihrem nunmehrigen Gatten Adolf Limley genommen hatte, ihre Laufbahn und debütierte als „Margit“ in Charles Weinbergers Lachende Erben. Danach ging sie ans Stadttheater in Olmütz und wurde 1895 ans Hofoperntheater in Wien engagiert. Ihre Antrittsrolle „Ines“ in L’Africaine (Giacomo Meyerbeer) erfolgte ohne vorangegangene Probe. Zur weiteren Ausbildung nahm sie noch Unterricht bei Amalie Materna. Im Jahr 1913 wurde sie zur k. u. k. Kammersängerin ernannt. Nachdem sie am 30. August 1918 aus dem Verband des Hofoperntheaters schied, arbeitete sie ab 1919 als Gesangspädagogin.

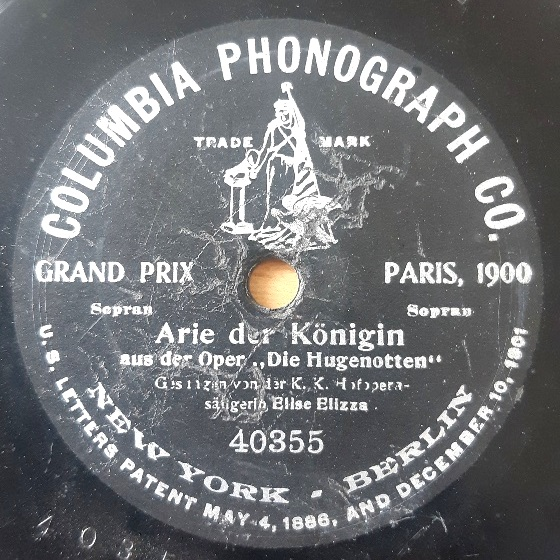
Schallplatte von Elise Elizza (Wien 1903)

Sie starb 1926 und wurde auf dem Wiener Zentralfriedhof (Neue Israelitische Abteilung, Viertes Tor, Grab 3/4/3; am Grabmal Kupferrelief der Staatsoper, Baum mit singendem Vogel und Inschrift „Nur der Schönheit weiht' ich mein Leben“ von Emil Ranzenhofer (1864–1930)) begraben.
Sie hinterließ zahlreiche Schallplatten für G&T (London 1901 und Wien 1903–07), Columbia (Wien 1903), Beka (Wien 1904), Odeon (Wien 1904), Favorite (Wien 1905), Gramophone (Wien 1908–11) sowie Pathé-Walzen (Wien 1904).